# Pedro Sala y Villaret
Pedro Sala y Villaret (Vic, 1839 - Barcelona, 1916) fue un teólogo, filósofo y escritor protestante español.

## Biografía
Cursó estudios eclesiásticos y se ordenó sacerdote católico. En Barcelona se licenció en Derecho y Filosofía y Letras. Formó un pequeño círculo eclesiástico liberal y republicano y colaboró en El Diluvio, diario republicano, bajo el seudónimo de Abelardo. Esta militancia le atrajo la animadversión de su obispo y grandes persecuciones y ninguneos, aun cuando su obra filosófica más conocida Materia, Forma y Fuerza (1891), la firmó con el seudónimo de Melchor Salvany. Esta obra se considera dentro del Materialismo y se acerca a las conclusiones de Haeckel. Escribió además Verbo de Dios (1890), La clave del misterio, Lo absoluto (1912) y artículos contra el neoescolasticismo en la Revista Contemporánea, 1877. Su libro mereció un elogio de Alejandro Pidal y otro de Suñer y Capdevila. Entre otras cosas afirma que «la materia es la base de todo ser finito». Pedro Sala fue profesor del Instituto de Manresa hasta la caída de la I República y después se fue a Madrid, donde se secularizó (dejó de ser sacerdote) y se dedicó al periodismo traduciendo gacetas extranjeras y redactando en el periódico liberal La Iberia y en la Revista de España; en esta última publica sobre la problemática religiosa. 
Comienza a visitar, por 1884, la Iglesia Reformada de Beneficencia y abraza la fe protesante, teniendo el ministerio de la palabra y posteriormente va como pastor a la misión de Bóveda de Toro en Zamora y la de Villaescusa que está muy cerca de Bóveda de Toro. En 1890 publica su obra teológica más importante El Verbo de Dios. Publica una serie de folletos protestantes titulados ¿Los místicos españoles son protestantes? editados por la comunidad evangélica de Madrid, sin nombre de autor, aunque se descubrió al contestar a la Revista Carmelitana de Segovia que había calificado sus afirmaciones de «disparates y ridiculeces»”. 
Por 1901 regresa a Barcelona primero como redactor y posteriormente como director del periódico El Diluvio escribiendo la "Crónica diaria" y aunque ya no ejerce como predicador, no deja de asistir a los cultos evangélicos en Barcelona hasta su muerte en 1916, a los 78 años. Animó a Miguel de Unamuno a que abrace una idea de Dios menos sentimental y desde la razón y la fe, además de publicar La clave del misterio. Lo absoluto (1912). Su entierro fue oficiado conforme al rito de la Iglesia Reformada Episcopal por el pastor de Sabadell, Antonio Estruch Simó y se le dio sepultura en el Cementerio civil.